# Christoph I. (Dänemark)

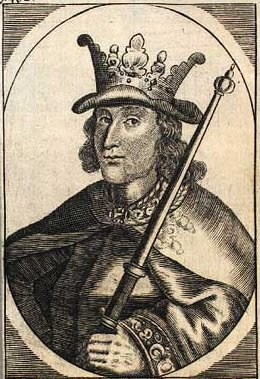
Christoph I.

Christoph I. meist Christoffer genannt, (* ca. 1219; † 29. Mai 1259 in Ribe) war von 1252 bis 1259 dänischer König.

## Vor der Krönung
Christoffer war der jüngste von den drei ehelichen Söhnen von König Waldemar II. von Dänemark aus dem Haus Estridsson und dessen Frau Berengaria von Portugal. Er heiratete 1248 Margarete Sambiria, die Tochter Herzog Sambors II. von Pommerellen. Sein ältester Bruder Erik IV. Plogpenning war 1232 bis 1250 an der Macht gewesen und auf Veranlassung von Abel ermordet worden. Als König Abel 1252 ermordet wurde, hielt sich dessen ältester Sohn Waldemar in Frankreich auf. Er wollte sich sofort nach Dänemark begeben, um die Nachfolge anzutreten, wurde aber vom Erzbischof in Köln bis 1253 festgehalten. Inzwischen ließ sich Christoffer Weihnachten 1252 im Dom zu Lund zum König krönen, was zu einem andauernden Streit zwischen den beiden Linien führte.

## Regentschaft
Christoph beantragte die Heiligsprechung Erik Plogpennings als Märtyrer mit dem Ziel, Abel und sein Geschlecht als Brudermörder aus der Thronfolge auszuschließen. Das gelang nicht, da die Anhänger Abels sich erfolgreich dagegen wehrten.
Bald kam es zu einem schweren Konflikt mit seinem persönlichen Feind Erzbischof Jakob Erlandsen von Lund, der bizarre Züge annahm. Erlandsen stammte von mütterlicher Seite aus dem Hvidesgeschlecht, deren Mitglieder Anhänger Abels waren. Jakob Erlandsen, der 1253 vom Papst zum Erzbischof ernannt und Palmsonntag 1254 in sein Amt eingeführt worden war, war der Auffassung, dass das kirchliche Recht über dem weltlichen Recht stehe, so dass das weltliche Recht im Falle eines Widerspruchs zum kirchlichen Recht weichen müsse. Damit war der Konflikt auf vielen Feldern vorbereitet: Ob der König die Mannen des Bischofs zum Kriegsdienst heranziehen könne (insbesondere im Krieg gegen die Anhänger der Abelssippe), ob der Bischof das Recht habe, Ortschaften zu gründen, ob der König überhaupt irgendeinen Einfluss auf die Wahl eines Bischofs habe usw. Der Bischof ließ keine Gelegenheit aus, den König herauszufordern. So ließ er das königliche Gestühl aus dem Dom in Lund entfernen.
Als der König 1256 eine Reichsversammlung nach Nyborg einberief, berief der Erzbischof für dasselbe Datum eine Kirchensynode nach Vejle ein, wo Beschlüsse verabschiedet wurden, die direkt gegen den König gerichtet waren. Dazu gehörte auch der Beschluss, dass ausschließlich die dänischen Bischöfe das Recht haben sollten, den Thronfolger zu krönen, und dass Gewalt gegen einen Bischof mit einem Gottesdienstboykott im ganzen Land beantwortet werde. Der König antwortete 1257 mit einem offenen Brief an das Landsthing für Skåne in Lund, in welchem er den Erzbischof aller Rechte und Privilegien für verlustig erklärte. Daraufhin verbündete sich der Erzbischof offen mit Christophs Feinden. Ein Zwist, den er zwischen Christoffer und Håkon von Norwegen anzettelte, wurde zwischen diesen allerdings alsbald friedlich beigelegt. Als neue Verbündete fand der Erzbischof den Grafen von Schauenburg und Holstein Gerhard I., den Fürsten Jaromar II. von Rügen und Erik I. von Schleswig (Südjütland), den jüngeren Sohn des verstorbenen Königs Abel, mit dem das Geschlecht Abels auf den Thron gebracht werden sollte. Der gemeinsame Angriff wurde aber von Christoph zurückgeschlagen.
Dieser wollte nun die Schwächung seines Gegners nutzen und seinen neunjährigen Sohn Erik zum Thronfolger krönen lassen. Das verweigerte der Erzbischof und verbot auch allen anderen Bischöfen, eine solche Krönung vorzunehmen, denn er favorisierte nach wie vor Erik Abelsen, den Sohn des Vorgängers, als rechtmäßigen Nachfolger. Das konnte der König nicht hinnehmen. Er ließ den Erzbischof 1259 gefangen nehmen und zu dessen Bruder Niels Erlandsen, Statthalter des Königs in Skåne, bringen. Von dort wurde er gebunden, mit einem mit Fuchsschwänzen besetzten Narrenhut rückwärts auf dem Pferd sitzend zum Königshof Hagenskov auf Fünen in ein Verlies gebracht. Nach dieser öffentlichen Demütigung des Erzbischofs brachte nur der Bischof von Roskilde Peder Bang den Mut auf, den Beschluss von Vejle 1256 umzusetzen und das Interdikt auszusprechen, die Kirchen in Skåne und Sjælland zu schließen und alle, die an der Verhaftung des Erzbischofs beteiligt waren, mit dem Bann zu belegen. Der König beantwortete diese Maßnahme mit dem Befehl, die Kirchen zu öffnen, was er auch gewaltsam durchsetzte. Darauf floh Bischof Peder Bang nach Rügen. Von dort kam er bald mit einem neuen Aufgebot mit Fürst Jaromar und Erik Abelsen zurück und wütete grausam in Sjælland. Der König musste sich nach Jylland zurückziehen und Fürst Jaromar II. nahm Kopenhagen ein.
König Christoph starb unerwartet im Sommer 1259 in Ribe. Es hieß schon bald, er sei mit einem vergifteten Abendmahlswein des Abtes Arnfast vom Kloster Ryde ermordet worden. Seine Witwe führte seinen Kampf weiter und verhalf schließlich seinem Sohn auf den Thron.

## Nachkommen
Von seinen Kindern sind bekannt:
- Erik (* ca. 1249), der spätere König Erich V. Klipping
- Waldemar, der als Kind starb
- Niels, der ebenfalls im Kindesalter starb.
- Mechtild († ca. 1300) ⚭ Albrecht III. von Brandenburg
- Margarete († 1306) ⚭ Johann II. (Holstein-Kiel)
- Ingeborg